# دامینیک کارتر
دامینیک کارتر (انگلیسی: Dominic Carter) یک هنرپیشه اهل بریتانیا است.
از فیلم‌ها یا برنامه‌های تلویزیونی که وی در آن نقش داشته‌است می‌توان به های اسپارو، قانون کودکان، خیابان کورونیشن و نفوذی اشاره کرد.